# Matsitama
Matsitama is een dorp in het district Central in Botswana. De plaats telt 1309 inwoners (2011).